# Apycnetron
Apycnetron is een geslacht van vliesvleugeligen uit de familie Pteromalidae. De wetenschappelijke naam van dit geslacht is voor het eerst geldig gepubliceerd in 1988 door Boucek.

## Soorten
Het geslacht Apycnetron is monotypisch en omvat slechts de volgende soort:
- Apycnetron brevithorax Boucek, 1988